# Alice Milliat

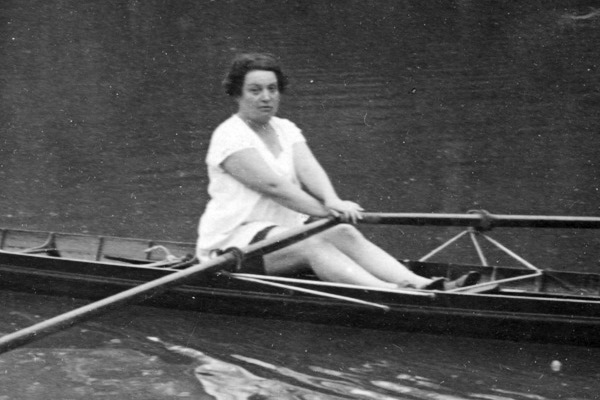
Alice Milliat, cirka 1913

Alice Milliat (Alice Joséphine Marie Million-Milliat), född 5 maj 1884 i Nantes, död 19 maj 1957 i Paris, var en fransk friidrottare och förkämpe för damidrott. Hennes strävanden ledde till införandet av damgrenar i friidrott vid de Olympiska spelen.

## Biografi
Alice föddes till familjen Hyppolite och Joséphine Million. Hon utbildade sig till lärare. Under en resa i England träffade hon Joseph Milliat som hon gifte sig med den 10 maj 1904. Efter makens död 1908 började hon resa inom Europa och USA. Hon återvände till Frankrike där hon började jobba som översättare.
Milliat började intressera sig för sport och främst rodd. 1915 valdes hon till ordförande för idrottsföreningen Fémina Sport. 1917 medverkade hon vid grundandet av Fédération Française Sportive Féminine (FFSF) och blev organisationens kassör, den 10 mars 1919 valdes hon till ordförande.
1919 framlade hon krav till IOK att tillåta damer i friidrott vid OS, vilket dock starkt avvisades. Som en motreaktion på detta arrangerade hon den första internationella damtävlingen i friidrott (Jeux mondiaux féminins, damspelen) i Monte Carlo i mars 1921. Tävlingen samlade cirka 100 deltagare från fyra nationer. Dessa spel genomfördes även 1922 och 1923.
Därefter organiserade hon den 22 augusti 1922 den första ordinarie damolympiaden i Paris. Denna tävling samlade cirka 80 deltagare från fem nationer.
Den 31 oktober grundades sedan Fédération Sportive Féminine Internationale (FSFI) i Paris. Förbundet var främst inriktad på ökad damdeltagande i friidrott och officiell registrering av världsrekord i friidrott. Man anordnade ytterligare tre internationella kvinnospel (1926 i Göteborg, 1930 i Prag och 1934 i London).
Milliat och FSFI fortsatte förhandlingar med IOK inför OS 1928 då hon utlovades tio friidrottsgrenar mot att beteckningen Olympiska togs bort från damspelen. Milliat ändrade turneringens namn till "Kvinnovärldsspelen" (Women’s World Games) medan IOK dock endast införde fem grenar (100 meter, 800 meter, stafett 4 x 100 meter, höjdhopp och diskus). Kvinnospelen fortsatte därför. Först till OS 1936 inkluderades kvinnlig friidrott i stort fullt ut, i och med detta minskade Milliats inflytande och betydelse. Kring denna tid drog hon sig tillbaka till privatlivet.
Milliat dog 1957 i Paris och ligger begraven på Cimetière Saint-Jacques i Nantes.